# Гожице (гмина, Водзиславский повет)
Гожице (пол. Gorzyce) — сельская гмина (волость) в Польше, входит как административная единица в Водзиславский повет, Силезское воеводство. Население — 19 523 человека (на 2004 год).

## Демография
| Перепись                       | Всего   | Всего | Женщины | Женщины | Мужчины | Мужчины |
| ------------------------------ | ------- | ----- | ------- | ------- | ------- | ------- |
| Единицы                        | человек | %     | человек | %       | человек | %       |
| Население                      | 19 523  | 100   | 9946    | 50,9    | 9577    | 49,1    |
| Плотность населения (чел./км²) | 302,8   | 302,8 | 154,3   | 154,3   | 148,5   | 148,5   |

## Соседние гмины
1. Гмина Годув
2. Гмина Кшижановице
3. Гмина Любомя
4. Водзислав-Слёнски